# Metaphycus memnonius
Metaphycus memnonius är en stekelart som beskrevs av Compere 1940. Metaphycus memnonius ingår i släktet Metaphycus och familjen sköldlussteklar. Inga underarter finns listade i Catalogue of Life.